# Pajahan
Pajahan is een bestuurslaag in het regentschap Tabanan van de provincie Bali, Indonesië. Pajahan telt 2139 inwoners (volkstelling 2010).